# Mary Tyler Moore
Mary Tyler Moore (29. prosince 1936 – 25. ledna 2017) byla americká herečka. Narodila se v Brooklynu a od dětství žila v Los Angeles. Vystupovala převážně v televizi, začínala v padesátých letech v televizních reklamách a později hrála v seriálech a televizních filmech. Mezi její první seriály patří Richard Diamond, Private Detective a Johnny Staccato. V letech 1961 až 1966 ztvárňovala jednu z hlavních postav v seriálu The Dick Van Dyke Show a v letech 1970 až 1977 měla hlavní roli v The Mary Tyler Moore Show. Za role v obou seriálech získala Zlatý glóbus. Ten později obdržela ještě za svou roli ve filmu Obyčejní lidé (1980), za kterou byla nominována i na Oscara. Rovněž hrála v divadle, mezi její Broadwayská představení patří Whose Life Is It Anyway (1980) a Sweet Sue (1987). Je autorkou dvou memoárových knih, After All (1995) a Growing Up Again: Life, Loves, and Oh Yeah, Diabetes (2009).